# 長い冬休み
長い冬休み(英語: Winter Holiday)は、アーサー・ランサムの児童書シリーズ「ツバメ号とアマゾン号」の第4作である。この本は1933年に出版された。この物語では、シリーズの3番目の主要登場人物である二人のD姉弟ーディックとドロテア・カラムが登場する。
物語の舞台が冬であるため、シリーズで通常見られるボートやセーリングはほとんど描かれていない。その代わりに、子どもたちの遊びはアイススケート、手旗信号やモールス信号、そり遊びに重点が置かれている。
ランサムは、ウィンダミア湖が完全に凍り付いた1895年の大寒波の学生時代の記憶を題材にしている。もう一つの大きな影響は、フリチョフ・ナンセンの1888年のグリーンランド横断と、1893年から1896年にかけてフラム号と橇で行った北極探検についての著書であり、この本の中で頻繁に言及されている。

## あらすじ
カラム姉弟のディックとドロテア・カラムは、冬の間、湖のほとりでツバメ号とアマゾン号の子どもたちと出会う。人里離れた納屋から天文学の好きなディックの提案で星空を観察している時に、ディックとドロテアは他の子どもたちと出会い、すぐに親友になる。彼らはグループの一員となり、仲間はこれで8人となり、北極探検ごっこに参加する。
リーダーのナンシー・ブラケットがおたふく風邪にかかり、グループは隔離され、寄宿学校に戻れなくなったため、冬休みは延長される。最初は雪が降るのを待っている間、子供たちはイグルーの再建から氷そりの製作まで、一連の冒険に乗り出す。ディックは、氷で覆われた棚に取り残された農夫ディクソンの羊を救出するという英雄的行動を見せ、感謝されて自分たちもそりを手に入れる。
大雪が降り、その後長く続く凍えるような寒さが続き、珍しく湖が凍りつく。湖の奥にある子どもたちが「北極」と名付けた地点への探検の絶好の機会になる。ヤマネコ島は今回、スピッツベルゲン島と呼び名が代わり、キャプテン・フリントのハウス・ボートはキャプテン不在でフラム号と名付けられて、北極探検の基地になる。しかし、信号旗をめぐる誤解でディックたちが予定より早く出発したことで、計画は狂い始める。猛吹雪が吹き荒れ、ディックたちが行方不明になると、ツバメ号のメンバーとアマゾン号のペギーからなる救助隊が組織される。

## 邦訳
- 長い冬休み (『アーサー・ランサム全集 ; 4』)岩田欣三 訳、岩波書店、1997年
- 『長い冬休み』上下(岩波少年文庫 ; 176、177. [ランサム・サーガ] )神宮輝夫 訳. 岩波書店, 2011年